# Cornel Cernea
Cornel Cernea (Slobozia, Rumanía, 22 de abril de 1976) es un exfutbolista rumano. Jugaba de portero y su último equipo fue el Farul Constanta en el que se retiró en 2012.

## Trayectoria
Cornel Cernea empezó su carrera profesional en el Grivița IRA București. Luego jugó tres años en el Minerul Motru y regresó de nuevo al Grivița IRA București.
En 2000 ficha por el FC Petrolul Ploiești. Con este equipo debuta en la Liga I. Fue el 4 de marzo en el partido Petrolul Ploiești 1-2 Gloria Bistrița. En la temporada 2001-02 el equipo realiza un probre trabajo en liga y acaba descendiendo de categoría. Al año siguiente Cornel Cernea ayuda a su club a quedar primero de la Liga II.
En 2003 se marcha a jugar al FC Oțelul Galați. Con este equipo consiguió llegar a la final de la Copa de Rumania en su primera temporada, final que perdió por dos goles a cero contra el Dinamo de Bucarest.
En 2005 firma un contrato con su actual club, el Steaua de Bucarest, equipo que tuvo que realizar un desembolso económico de 75000 euros para poder hacerse con sus servicios. En su primera temporada el equipo realiza un gran trabajo, conquistando el título de Liga y llegando a semifinales de la Copa de la UEFA, donde el Steaua fue eliminado por el Middlesbrough FC inglés. Ese mismo verano también gana la Supercopa de Rumanía.
Las dos temporadas siguientes el equipo queda subcampeón de liga.

## Clubes
| Club                        | País    | Año       |
| --------------------------- | ------- | --------- |
| Grivița IRA București       | Rumania | 1996      |
| Minerul Motru               | Rumania | 1996-1999 |
| Grivița IRA București       | Rumania | 1999      |
| FC Petrolul Ploiești        | Rumania | 2000-2003 |
| FC Oțelul Galați            | Rumania | 2003-2005 |
| Steaua Bucarest             | Rumania | 2005-2009 |
| Unirea Alba Iulia           | Rumania | 2009-2010 |
| Victoria Branesti           | Rumania | 2010      |
| Unirea Urziceni             | Rumania | 2010-2011 |
| Fotbal Club Farul Constanța | Rumania | 2011-2012 |

## Palmarés
- 1 Liga de Rumania (Steaua de Bucarest, 2006)
- 1 Supercopa de Rumanía (Steaua de Bucarest, 2006)